# کوه تمپل (آلبرتا)

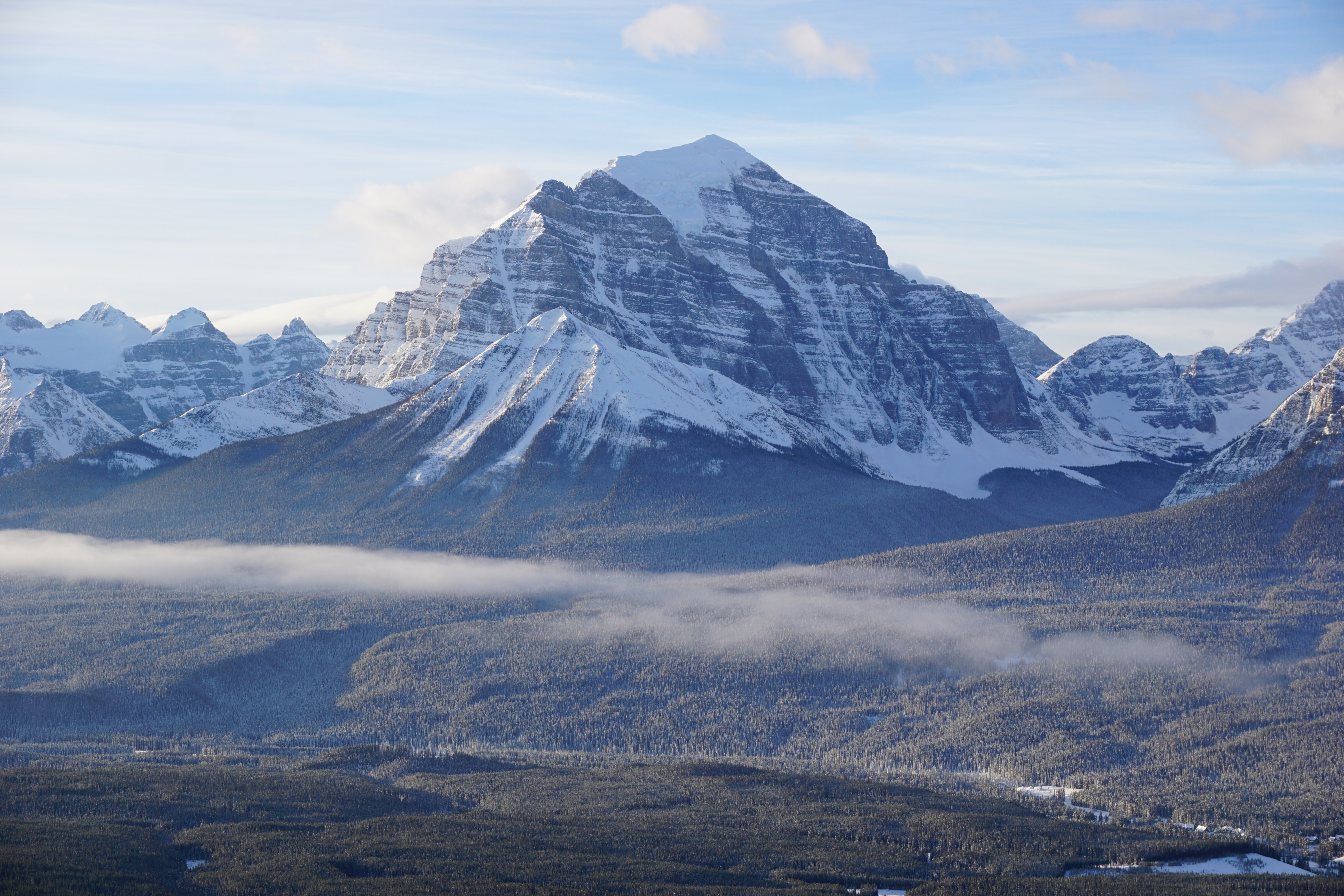
کوه تمپل در زمستان

کوه تمپل قله‌ای است که در پارک ملی بنف در استان آلبرتا در کشور کانادا واقع شده است. این کوه بخشی از کوه‌های راکی کانادا به شمار می‌رود.
کوه تمپل در دره رودخانه بو و بین نهرهای پارادایس و مورین قرار گرفته است. این کوه بلندترین قله در منطقه لیک لوئیز به حساب می‌آید. این کوه در نزدیکی بزرگراه ترنس کانادا قرار دارد.